# Bogen Erna
Bogen Erna, Bogen-Bogáti Erna (Jarosław, 1906. december 31. – Budapest, 2002. november 23.) olimpiai bronzérmes, világbajnok, háromszoros Európa-bajnok tőrvívó. Férje: Gerevich Aladár hétszeres olimpiai bajnok vívó; fiai: Gerevich Pál kétszeres olimpiai bronzérmes, világbajnok vívó, vívóedző és Gerevich György vívó, vívóedző.
1926-tól a HTVK (Honvéd Tiszti Vívó Klub) 1931-től a BEAC (Budapesti Egyetemi Atlétikai Club), 1936-tól ismét a HTVK, 1945-től a Csepeli MTK, majd 1950-től a Budapesti Vörös Meteor tőrvívója volt. 1928-tól 1937-ig szerepelt a magyar vívóválogatottban. Az 1932. évi nyári olimpiai játékok tőrvívás egyéni számában bronzérmet szerzett. Egyszer volt tagja a világbajnok és háromszor az Európa-bajnok magyar tőrcsapatnak. Az aktív sportolástól 1952-ben vonult vissza. 

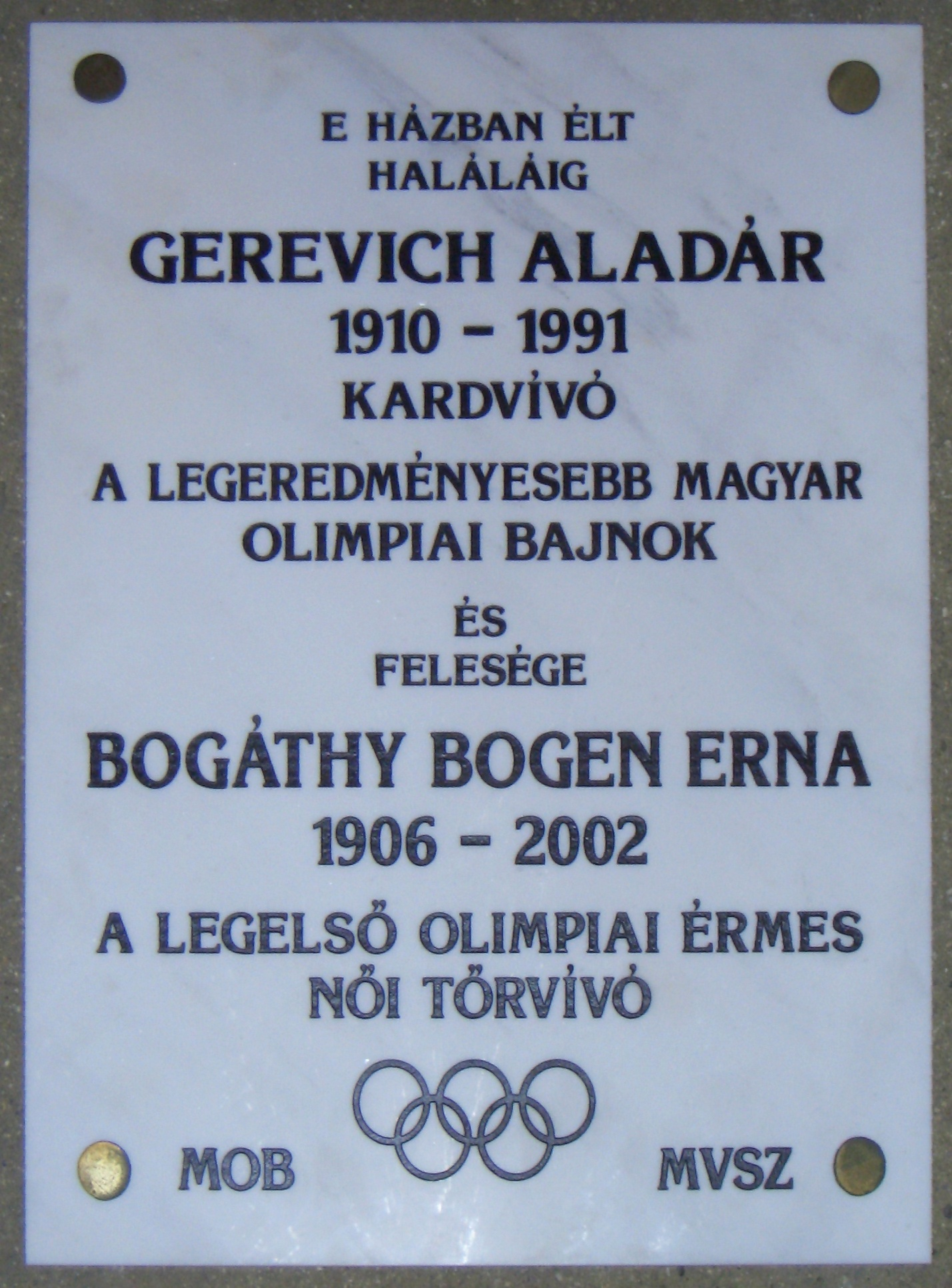
Bogáthy-Bogen Erna és Gerevich Aladár emléktáblája, Budapest, I. Attila út 39.)

## Sporteredményei
- olimpiai 3. helyezett (egyéni: 1932)
- világbajnok (csapat: 1937)
- háromszoros Európa-bajnok (csapat: 1933, 1934, 1935)
- háromszoros Európa-bajnoki 2. helyezett (egyéni: 1931, 1933 ; csapat: 1936)
- Európa-bajnoki 5. helyezett (egyéni: 1934)
- tizenhatszoros magyar bajnok (egyéni: 1929–1935, 1938, 1939, 1941, 1943, 1944 ; csapat: 1940, 1943, 1944, 1952)